# Союзпушнина

Логотип «Союзпушнины»

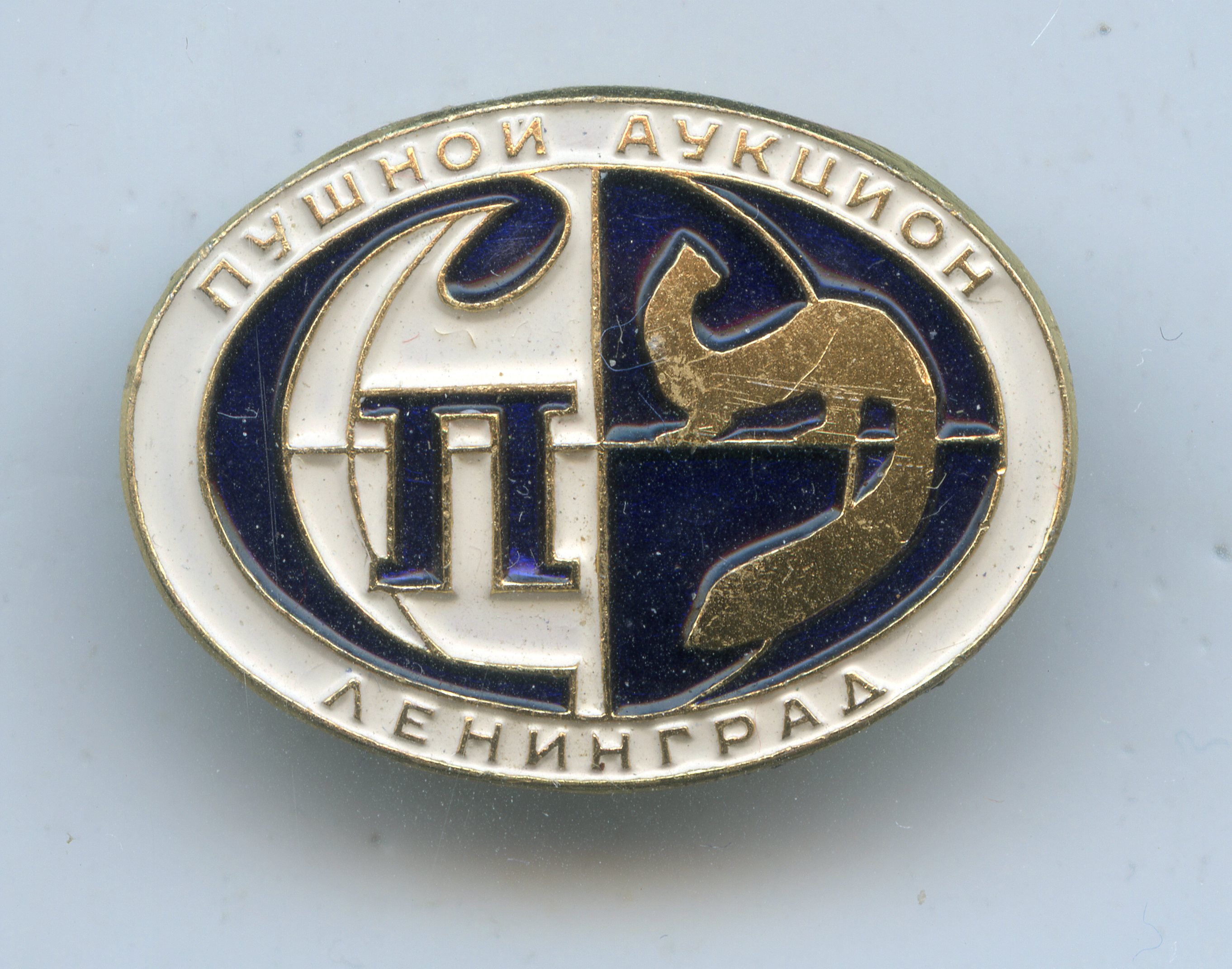
Пушной аукцион, Ленинград значок 1970-1980-х годов.

Союзпушнина — внешнеэкономическое объединение, занимавшееся экспортом мехов из СССР. Являлось монополистом.
Создано 24 октября 1931 года на базе Всесоюзного пушного синдиката (который, в свою очередь, действовал с января 1930 года), с целью упорядочить и централизовать операции по экспорту пушнины.
С 1926 в советской печати обсуждался вопрос о создании пушного аукциона. В марте 1931 года в Ленинграде состоялся первый аукцион, на который прибыли 78 представителей 67 зарубежных фирм из 12 стран. Цены оказались на 6-8 % выше среднего уровня цен лондонского аукциона, который состоялся в феврале 1931 года.
Во время Великой Отечественной войны предприятие было переведено из Ленинграда в Новосибирск; оно поставляло в казну СССР около 26 % валютной выручки (в 1944 году было продано 8,3 млн беличьих шкурок).
В январе 1989 года укрупнено в ГПВО «Новоэкспорт». 16 мая 1999 года было преобразовано в открытое акционерное общество, произведена частичная приватизация. 13 ноября 2003 года было приватизировано полностью.